# Supercoupe de l'UEFA 2014
La Supercoupe de l'UEFA 2014 est la 39e édition de la Supercoupe de l'UEFA. Le match oppose le vainqueur de la Ligue des champions 2013-2014, le Real Madrid, au vainqueur de la Ligue Europa 2013-2014, le Séville FC.
La rencontre se déroule le 12 août 2014, au Cardiff City Stadium de Cardiff, elle oppose les deux équipes espagnoles.
Les règles du match sont celles d'une finale de Coupe d'Europe : la durée de la rencontre est de 90 minutes. S'il y a toujours match nul, une prolongation de deux fois quinze minutes est jouée. S'il y a toujours égalité au terme de cette prolongation,  une séance de tirs au but est réalisée. Trois remplacements sont autorisés pour chaque équipe.
Le Real Madrid remporte la deuxième Supercoupe d'Europe de son histoire, après une victoire contre le FC Séville 2-0 grâce à un doublé de Cristiano Ronaldo.

## Feuille de match
| 12 août 2014 | Real Madrid               | 2 - 0 | Séville FC | Cardiff City Stadium, Cardiff                     |                                                   |
| 20:45 HEC    | Cristiano Ronaldo 30e 49e |       |            | Spectateurs : 30 854 Arbitrage : Mark Clattenburg | Spectateurs : 30 854 Arbitrage : Mark Clattenburg |
| 20:45 HEC    | Rapport                   |       |            | Spectateurs : 30 854 Arbitrage : Mark Clattenburg | Spectateurs : 30 854 Arbitrage : Mark Clattenburg |

| Real Madrid | Sevilla |

| G               | 1  | Iker Casillas (c)  |     |     |
| ArD             | 15 | Dani Carvajal      | 45e |     |
| DC              | 3  | Pepe               |     |     |
| DC              | 4  | Sergio Ramos       |     |     |
| ArG             | 5  | Fábio Coentrão     |     | 84e |
| M               | 8  | Toni Kroos         | 53e |     |
| M               | 19 | Luka Modrić        |     | 86e |
| MOD             | 11 | Gareth Bale        |     |     |
| M               | 10 | James Rodríguez    |     | 72e |
| MOG             | 7  | Cristiano Ronaldo  |     |     |
| A               | 9  | Karim Benzema      |     |     |
| Remplaçants :   |    |                    |     |     |
| G               | 13 | Keylor Navas       |     |     |
| DC              | 2  | Raphaël Varane     |     |     |
| DC              | 12 | Marcelo            |     | 84e |
| DC              | 17 | Álvaro Arbeloa     |     |     |
| M               | 22 | Ángel Di María     |     |     |
| M               | 23 | Isco               |     | 72e |
| M               | 24 | Asier Illarramendi |     | 86e |
| Entraîneur :    |    |                    |     |     |
| Carlo Ancelotti |    |                    |     |     |

| G             | 13 | Beto                |     |     |
| ArD           | 23 | Coke                |     | 84e |
| DC            | 21 | Nicolás Pareja      |     |     |
| DC            | 2  | Federico Fazio (c)  |     |     |
| ArG           | 3  | Fernando Navarro    | 66e |     |
| M             | 4  | Grzegorz Krychowiak |     |     |
| M             | 6  | Daniel Carriço      |     |     |
| MOD           | 22 | Aleix Vidal         |     | 66e |
| M             | 17 | Denis Suárez        |     | 78e |
| MOG           | 20 | Vitolo              | 42e |     |
| A             | 9  | Carlos Bacca        |     |     |
| Remplaçants : |    |                     |     |     |
| G             | 25 | Mariano Barbosa     |     |     |
| DC            | 5  | Diogo Figueiras     |     | 84e |
| M             | 10 | José Antonio Reyes  |     | 78e |
| M             | 11 | Jairo               |     |     |
| M             | 12 | Vicente Iborra      |     |     |
| M             | 26 | Luismi (en)         |     |     |
| A             | 14 | Iago Aspas          |     | 66e |
| Entraîneur :  |    |                     |     |     |
| Unai Emery    |    |                     |     |     |

## Déroulement du match
|                      | Real Madrid CF | Séville FC |
| Possession du ballon | 53%            | 47%        |
| Tirs cadrés          | 7              | 3          |
| Tirs non cadrés      | 11             | 8          |
| Arrêts du gardien    | 3              | 5          |
| Fautes commises      | 17             | 14         |
| Corners obtenus      | 12             | 8          |
| Hors-jeu             | 3              | 1          |
| Cartons jaunes       | 2              | 2          |
| Cartons rouges       | 0              | 0          |